# Leopold Philipp (Arenberg)

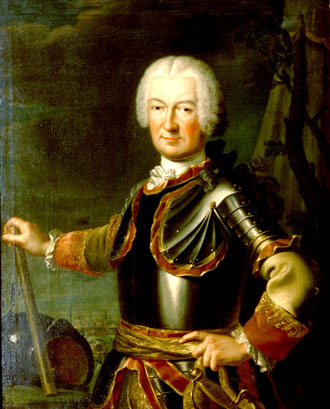
Leopold Philipp von Arenberg

Leopold Philipp Karl Joseph von Arenberg, Herzog von Arenberg, Aarschot und Croÿ, (* 14. Oktober 1690 in Brüssel; † 4. März 1754 auf seinem Schloss Arenberg bei Löwen) war ein kaiserlicher Feldmarschall.
Arenberg war ein Sohn von Herzog Philipp Karl Franz von Arenberg (1663–1691) und dessen Ehefrau Maria Henrietta von Alcaretto (1671–1744), Marquise von Savona und Grana. Sein Vater war Oberstfeldwachtmeister in der Kaiserlichen Armee und fiel am 19. August 1691 während des Großen Türkenkriegs in der Schlacht bei Slankamen. 
Er machte 1706 den Spanischen Erbfolgekrieg mit und kämpfte 1716 und 1717 als kaiserlicher Generalmajor in den Feldzügen in Ungarn. Er befehligte in der Schlacht bei Belgrad den rechten Flügel der Infanterie und trug sehr viel zum Sieg bei. Im Jahr 1719 ernannte ihn Kaiser Karl VI. zum Gouverneur von Hennegau und Mons sowie zum niederländischen Staatsrat, 1733 zum Artilleriegeneral.
Im Polnischen Thronfolgekrieg diente Arenberg ab 1733 abermals unter Prinz Eugen am Rhein und wurde 1737 kaiserlicher Feldmarschall und Oberbefehlshaber der kaiserlichen Truppen in den Österreichischen Niederlanden. Er war 1743 maßgeblich an der Allianz zwischen Großbritannien und den Vereinigten Niederlanden beteiligt und zeichnete sich in der Schlacht bei Dettingen aus. Ab 1745 fungierte Arenberg als Statthalter der Grafschaft Hennegau und starb 1754 in diesem Amt auf seinem Schloss Arenberg in Heverlee bei Löwen.
Arenberg galt als eifriger Förderer der Wissenschaften, ein Freund Voltaires und Mäzen Jean-Jacques Rousseaus. Letzterer wurde jahrelang von Arenberg finanziell unterstützt.

## Familie
Er heiratete am 29. März 1711 in Brüssel die Prinzessin  Maria Francisca Pignatelli, Gräfin von Egmont (1696–1766), sie war die Tochter des Herzogs von Bisaccia  Fürst Nicolaus Pignatelli und dessen Ehefrau Gräfin Maria Clara Angelina von Egmont. Das Paar hatte sechs Kinder, darunter:
- Karl Maria Raimund, Herzog von Arenberg  (* 1. April 1721; † 17. August 1778) ⚭ 1748 Luise Margarethe von der Mark (* 18. August 1730; † 18. August 1820)
- Maria Victoria Pauline (* 26. Oktober 1714; † 13. April 1793) ⚭ Markgraf August Georg Simpert von Baden
- Maria Flora Charlotte Theresia (* 23. Oktober 1722; † 10. Februar 1776) ⚭ Graf Johann Karl Joseph von Merode-Montfort (1719–1774), Marquis von Deynze, Feldmarschalleutnant

Er war außerdem der außereheliche Vater von Jean-Baptiste le Rond d’Alembert (* 16. November 1717 in Paris; † 29. Oktober 1783 ebenda), dem Mitherausgeber der Encyclopédie.